# 景棟
景棟（转写：kyuing: tum mrui.；德宏傣文：ᥐᥥᥒᥰ ᥖᥨᥒᥰ）位於亞洲的緬甸之東方的撣邦的主要城鎮，東撣邦的治所，曾經是暹羅的國土，它是中國、寮國、緬甸及泰國之間的重要交通樞紐及商業城市。景棟市區約3平方公里，人口約60,000。市內不僅有佛寺，也有基督教堂。有公路通往撣邦首府東枝及泰國的美塞。由於其地理位置重要，近年來一直是緬甸北部的軍事重地，亦是毒品運輸要道。此處設有Kyaing Tong Degree College。這里是撣族最多的地方。

## 一般資料
- 城市電話區碼：84

## 歷史

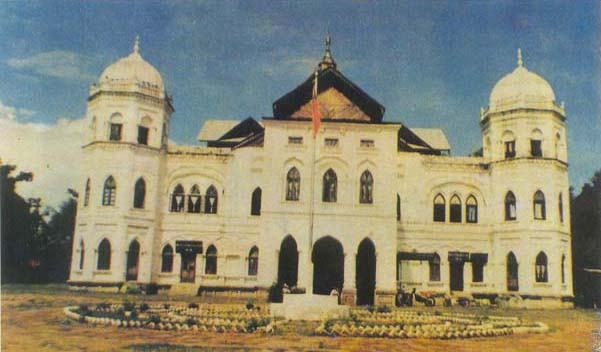
1905的年建成的Sawbwa宮，已在1991年被緬甸政府炸毀。

景棟是由清邁王朝的孟萊王之孫子建成的，當時名為清棟（泰語：เชียงตุง）。在13世紀時建立的蘭納王國，造成景棟與撣邦其它地區有著不同種族的傣族定居（根據佤族和拉威族的口頭傳說，他們是景棟原住民，後被掸族征服）。
在大城王朝景棟是暹羅國土，18世紀时，緬甸向大城王朝發動戰爭，史稱泰緬戰爭，景棟落入緬甸之手。景棟像其它撣邦的主要的高原城鎮，由「詔法」（土司）負責管轄，在1905年Sao Kawng Kiao Intaleng建造了「Sawbwa宮」。Sao Saimong是一位著名的政治家及緬甸總理，就是在景棟出生及長大的。在1942年至第二次世界大戰結束前，景棟曾被入侵撣邦的泰國軍隊選為駐紮總部。1960年代亦是中華民國國軍南逃的殘部與緬甸軍隊作戰的戰場。
这里是掸族的地方，每当新的“索巴”（Sawbwa，即傣族头人“詔法”的掸语方言发音）即位加冕时，都要举行一个仪式：即从当地山区佤族山寨中请几位佤族老人来，让他们先坐在“王位”上吃东西。而当他们打开装食物的包准备吃的时候，一位被称为“叭莱”（Phya Lai，意为“驱赶”）的掸族官员便冲过来象征性地戏谑他们，并把他们从“王位”上赶走。象徵他們是外來者。

## 市容
到處可見光芒耀眼的佛塔及莊嚴的佛寺，僅景棟城裡就有108座佛塔及佛寺，家家供奉佛像。一幢幢幹欄式高腳房及塔亭樓榭，掩映在椰樹、竹林裡，它們大多黃牆紅瓦。許多房屋、亭榭之屋簷及門窗、門面上，都雕刻及鑲嵌著精致之圖案裝飾。

## 觀光名勝
- 景棟中心佛寺：佔地面積頗大及壯觀的建築宏偉精致之佛寺。
- 百年神樹：登上城裡100多公呎高的「拐杖山」，百年神樹就高聳眼前，它的樹齡有300多年，非常繁茂，樹莖直徑達2公呎多，要幾位成人才能合抱，被景棟人供奉為神樹。在「拐杖山」之頂部四周，有戰壕及幾門黑色的山炮，這是20世紀初期抗擊英國侵略的遺蹟。
- 龍棟湖：位於城裡，蕩漾著明亮之水波光，送來陣陣清風，映現著城市之美景。供奉有一尊高30多公呎的企立通體餾金的佛像，它的頭頂上鑲嵌著幾公斤的黃金。

## 外部連結
- 景棟的觀光照片冊
- 景棟的即時天氣情況[]